# United States Court of Appeals for the District of Columbia Circuit
United States Court of Appeals for the District of Columbia Circuit (förkortning: D.C. Cir.) är en federal appellationsdomstol i USA med säte i Washington, DC.
Domstolen anses vara den federala domstol med mest tyngd och prestige efter USA:s högsta domstol, och flera av de domare som tjänstgjort där har sedan upphöjts till domare i USA:s högsta domstol.

## Bakgrund
Domstolen inrättades 1893 genom lag stiftad av USA:s kongress, då under namnet Court of Appeals of the District of Columbia. Dess status var emellertid oklar fram till 1933 i och med rättsfallet O'Donoghue v. United States, där USA:s högsta domstol i ett avgörande med 6-3 fastställde dess status som en artikel III domstol. Kongressen ändrade detta i lagen året därpå och lade till "United States" till namnet.

## Jurisdiktion

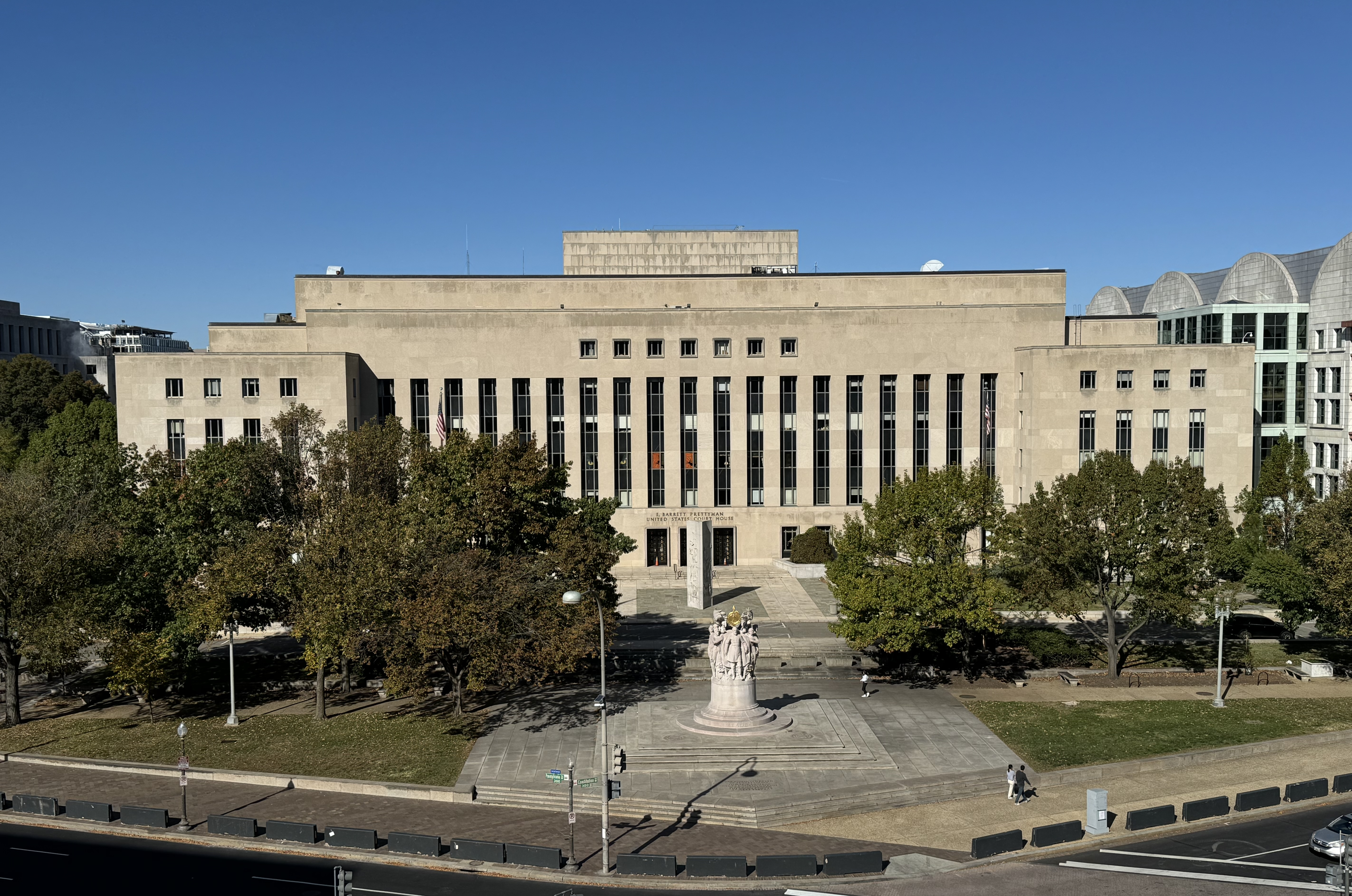
E. Barrett Prettyman Federal Courthouse

Domstolen har sitt säte i E. Barrett Prettyman Federal Courthouse med adressen 333 Constitution Avenue, NW.
Dess geografiska jurisdiktion är visserligen begränsad till District of Columbia, men dess signifikans är bredare än den geografiska avgränsningen på grund av dess beslut gällande federala myndighetsbeslut tagna på högsta nivå får följdverkningar över hela USA.
Den behandlar mål överklagade från den federala distriktsdomstolen i District of Columbia (engelska: United States District Court for the District of Columbia), liksom överklagande från beslut av federala myndigheter och tillsynsorgan med säte i huvudstaden där lagen inte föreskriver att överklagandet sker annorledes. Bland federala myndigheter och tillsynsorgan vars beslut kan överklagas till United States Court of Appeals for the District of Columbia Circuit finns bland andra (ej fullständig lista): Environmental Protection Agency (EPA), Federal Aviation Administration (FAA), Federal Communications Commission (FCC), Federal Trade Commission (FTC), National Labor Relations Board (NLRB) och United States Securities and Exchange Commission (SEC).

## Domstolar med liknande funktion eller namn
- United States Court of Appeals for the District of Columbia Circuit ska inte förväxlas med United States Court of Appeals for the Federal Circuit som handhar nischade specialärenden som immaterialrätt, internationell handels- och tullrätt, samt vissa definierade förmånsanspråk eller skadeståndsärenden.[7][8]
- United States Court of Appeals for the District of Columbia Circuit ska inte heller förväxlas med District of Columbia Court of Appeals, som funktionellt motsvarar en delstatlig högsta instans för vanliga brottmål, familjerätt och civilrättsliga mål härrörande från det federala distriktet.[9][6]

## Domare
Fyra av de nio domarna i USA:s högsta domstol var tidigare federala domare vid United States Court of Appeals for the District of Columbia Circuit: chefsdomare John Roberts samt Clarence Thomas, Brett Kavanaugh och Ketanji Brown Jackson. Bland framlidna domare som gick vidare från DC Circuit till högsta domstolen återfinns: Ruth Bader Ginsburg, Antonin Scalia, Warren E. Burger och Fred M. Vinson.